# Khả đôn

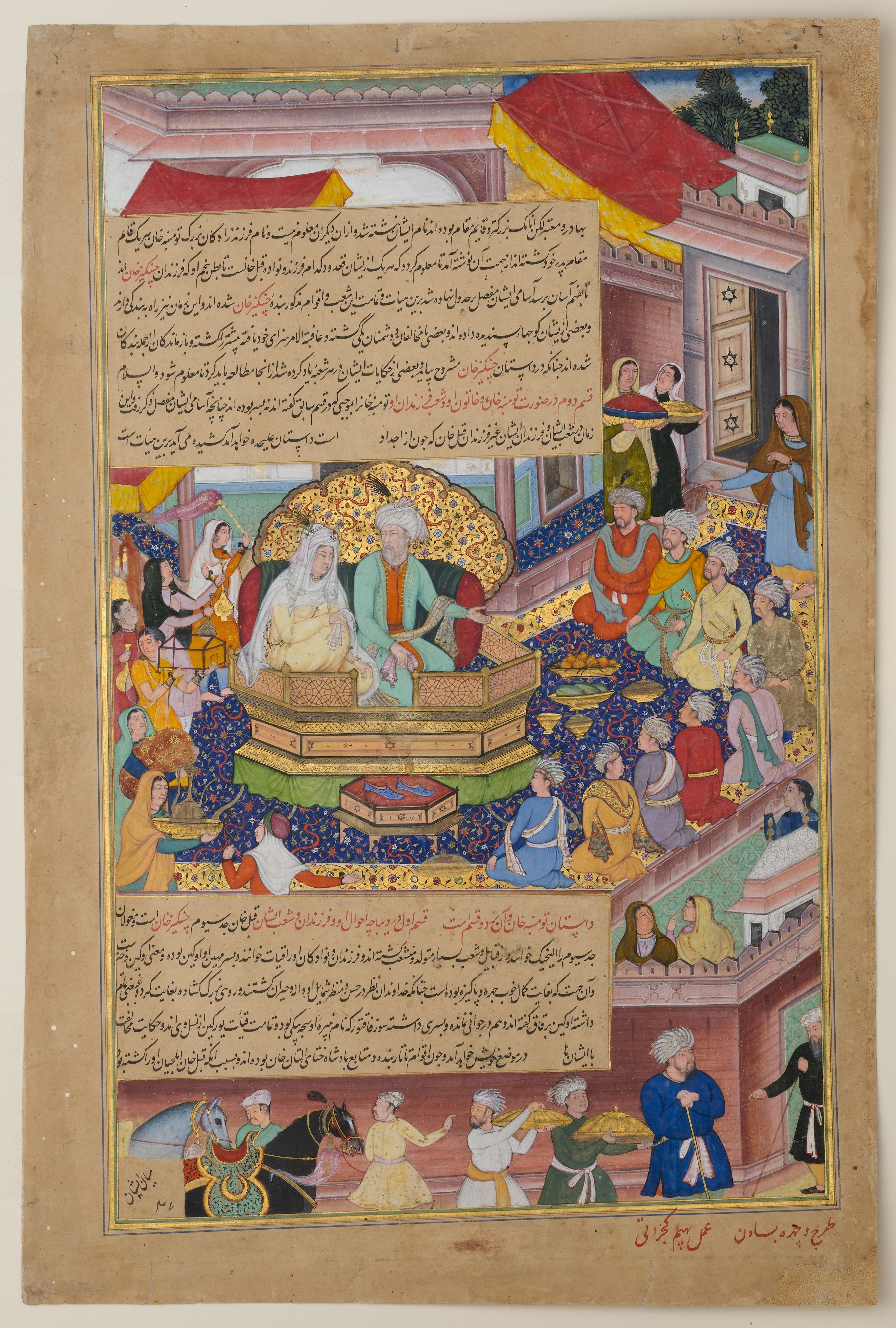
Thành Cát Tư Hãn và vợ ông, Khả đôn Bột Nhi Thiếp.

Khả đôn (chữ Hán: 可敦; tiếng Mông Cổ: ᠬᠠᠲᠤᠨ, Chuyển tự Latinh: qatun, chữ Mông Cổ: хатан), còn gọi Khả tôn (可孙), Khả hạ đôn (可贺敦) hay Cáp đồn (哈屯), là một tước hiệu dùng trong ngôn ngữ người Yugur, Tiên Ti, Đột Quyết, Khiết Đan và Mông Cổ để chỉ vợ của các Đại hãn, tương đương Hoàng hậu hay Vương phi.

## Khái quát
Trong lịch sử Trung Quốc, danh hiệu này ban đầu được gọi là "Khả tôn" và lần đầu thấy ở Nam Tề thư, quyển 57 Liệt truyện:「"Ẩm thực trù danh 《A Chân Trù》, tại Tây, Hoàng hậu Khả tôn hằng xuất thử trù cầu thực"」. Sách Tân Đường thư, phần truyện về Đột Quyết có ghi:
| “                                                       | 突厥阿史那氏，蓋古匈奴北部也。居金山之暘，臣于蠕蠕，種裔繁衍。至吐門，遂彊大，更號可汗，猶單于也，妻曰可敦。 . Đột Quyết A Sử Na thị, là bộ tộc lớn của người Hung Nô tại phía Bắc. Cư trú huyện Dương ở Kim Sơn, thần phục Nhu Nhiên, trồng trọt sinh sản. Đến đất Thổ Môn, lại trở nên lớn mạnh, xưng hiệu Khả hãn, ngang như Thiền vu vậy, vợ xưng Khả đôn. | ” |
| — Trích phần Đột Quyết liệt truyện trong Tân Đường thư. | |   |

Nhiều nhận định rằng khoảng thế kỉ 1 đến thế kỉ 3, các tộc Tiên Ti và Nhu Nhiên cũng dùng xưng hô này để chỉ vợ của nhà Vua theo bản ngữ. Trước khi Hồi giáo đến Trung Đông, tước hiệu này cũng dùng cho vợ của vị Vua thành Bukhara. Encyclopaedia Hồi giáo ghi nhận "Khả đôn" (Khatun) là một danh hiệu theo tiếng Sogdia, dùng cho vợ thậm chí là chị em gái có quan hệ với các vị thủ lĩnh của tộc Đột Quyết. Peter Benjamin Golden giải thích "Khả đôn" là mượn từ tiếng Sogdia chữ [xwāten], có nghĩa "Vợ của chúa tể".
Tại Đế quốc Ottoman trước thế kỉ 16, các vợ, chị em và mẹ của Sultan ban đầu cũng được xưng gọi "Khả đôn", dù về sau đã bị thay thế bởi các tước hiệu Sultan. Hiện nay trong thế giới hồi giáo, "Khả đôn" là một từ chung dành cho phụ nữ.

## Đế quốc Mông Cổ
Từ thời Thành Cát Tư Hãn, Mông Cổ phát triển thành Đế quốc, Khả hãn xưng danh hiệu 「Đại hãn; 大汗」, tương đương Hoàng đế, Khả đôn trong thời kỳ này cũng được xưng thành Hoàng hậu tương ứng. Chế độ Mông Cổ phân chia Cung trướng, tức Oát Nhĩ Đóa, người Khả đôn nào có địa vị cao thì sẽ ở Oát Nhĩ Đóa cao, càng về sau càng thấp, Thành Cát tư Hãn sinh thời có 4 bậc Oát Nhĩ Đóa, mỗi Oát Nhĩ Đóa đều có ít nhất 4 vị Khả đôn, vợ cả của ông là Bột Nhi Thiếp là Đệ nhất Oát Nhĩ Đóa, tức Đệ nhất vị Khả đôn.
Trong các Khả đôn Hoàng hậu thời kỳ này, có hai vị từng lâm triều xưng chế, là Chiêu Từ Hoàng hậu Thoát Liệt Ca Na cùng Khâm Thục Hoàng hậu Hải Mê Thất.
- Thoát Liệt Ca Na, Nãi Mã Chân thị, xưng Nãi Mã Chân hậu (乃马真后), vợ thứ sáu của Nguyên Thái Tông Oa Khoát Đài. Xưng chế 5 năm:

| Nãi Mã Chân hậu (xưng chế) | Nguyên niên | Năm thứ 2 | Năm thứ 3 | Năm thứ 4 | Năm thứ 5 |
| -------------------------- | ----------- | --------- | --------- | --------- | --------- |
| Công nguyên                | 1242        | 1243      | 1244      | 1245      | 1246      |
| Can Chi                    | Nhâm Dần    | Quý Mão   | Giáp Thìn | Ất Tỵ     | Bính Ngọ  |

- Hải Mê Thất, Oát Ngột Lập thị, xưng Hải Mê Thất hậu (海迷失后), vợ thứ ba của Nguyên Định Tông Quý Do. Xưng chế 3 năm:

| Hải Mê Thất hậu (xưng chế) | Nguyên niên | Năm thứ 2 | Năm thứ 3 |
| -------------------------- | ----------- | --------- | --------- |
| Công nguyên                | 1249        | 1250      | 1251      |
| Can Chi                    | Kỷ Dậu      | Canh Tuất | Tân Hợi   |